# Setge de Roda de Ter
El Setge de Roda de Ter fou un conflicte armat durant la Revolta d'Aissó, entre els comtes autòctons i els francs a la Marca Hispànica durant el segle ix.

## Antecedents
L'ocupació àrab de Catalunya fou efímera i els musulmans, dependents de Còrdova, estaven governats per valís o representants emirals. Els visigots legitimistes del poder de Toledo foren expulsats i els pro-sarraïns ocuparen el poder, però al segle ix, amb la conquesta carolíngia de Catalunya, els francs dugueren els seus propis comtes i marquesos, que eren els visigòtics expulsats, i reaparegueren els conflictes entre els pro-francs, que volen constituir un poder superior, i els pro-àrabs i els autòctons que s'hi negaren. Els francs establiren una sèrie de comtats que constituïen una marca: una franja de seguretat limitada per l'eix del Llobregat, que amb diverses fluctuacions, quedà definida amb la Conquesta de Barshiluna la primavera del 801. Aquest territori fou l'escenari continuat de razzies i conflictes.
La conquesta de Barcelona fou un objectiu dels magnats locals que aconseguiren el suport de Lluís el Pietós, que reclutà un exèrcit heterogeni amb un nombrós contingent aquità. La fidelitat dels gots fou recompensada amb el nomenament com a comte de Barcelona de Berà, un autòcton proper a les intencions de pau i manteniment de l'statu quo amb els veïns musulmans. Aquesta tolerància contraposada a la política de conquesta dels barons francs, significà la seva caiguda per manca de concordança amb els interessos polítics dels francs i l'arribada de comtes estrangers allunyats dels interessos locals. Al mandat del franc Rampó el succeí un jove i ambiciós prohom carolingi, Bernat de Tolosa que confirmava la línia dura i forana al capdavant dels comtats de Barcelona, Girona i Osona i significà l'inici de l'alçament d'Ayxun ibn Sulayman ibn Yaqdhan al-Arabí (Aissó) i Guillemó.
Per fer front als atacs musulmans els francs fortificaren una línia de defensa seguint el curs del Ter amb la creació de primitius castells i torres de vigilància. L'existència de les antigues estructures constructives en una península envoltada pel Ter a l'actual Roda de Ter, oferia una defensa natural i el control sobre el territori de la Plana de Vic i Les Guilleries, la convertiren en el centre d'una guarnició carolíngia. Fins a la destrucció del 826, la Rota civitas de l'Esquerda va comandar i controlar una xarxa organitzada de torres i castells a la línia del Ter.

## El setge
Fidels a Berà i encapçalades per Aissó, fill de Sulayman ibn Yaqdhan al-Kalbí al-Arabí, es revoltaren diverses guarnicions del Comtat d'Osona, tret del castell de Roda de Ter, situat a l'actual l'Esquerda, controlada per Galindo Belascotenes (Abenbelascot), un cap indígena i Aissó va destruir-la. De la fortificació carolíngia no en tenim cap testimoni arqueològic, perquè els francs construïen amb fusta.
| «                                  | Ibi ad eius notitiam perlatum est de fuga ac perfidia Aizonis, quomodo fraudulenter Ausonam ingressus et a populo illo, quem dolo deceperat, receptus Rotam civitatem destruxit, castella eiusdem regionis, quae firmiora videbantur, communivit missoque ad Abdiraman regem Sarracenorum fratre suo auxilium, quod petebat, iussu eiusdem regis contra nostros accepit | » |
| — Annales regni Francorum, any 826 | |   |